# Franchesco Flores
Franchesco Ángel Flores Ayo (Pisco, 15 de junio de 2001) es un futbolista peruano que juega como mediocampista en el Deportivo Binacional  de la Liga 1 de Perú.

## Estadísticas

### Clubes
| Club | Div.          | Temporada     | Liga  | Liga  | Liga   | Copas nacionales(1) | Copas nacionales(1) | Copas nacionales(1) | Torneos internacionales(2) | Torneos internacionales(2) | Torneos internacionales(2) | Total(3) | Total(3) | Total(3) |
| Club | Div.          | Temporada     | Part. | Goles | Asist. | Part.               | Goles               | Asist.              | Part.                      | Goles                      | Asist.                     | Part.    | Goles    | Asist.   |
| --- | ------------- | ------------- | ----- | ----- | ------ | ------------------- | ------------------- | ------------------- | -------------------------- | -------------------------- | -------------------------- | -------- | -------- | -------- |
| Serrato Pacasmayo · Perú | 2.ª           | 2018          | 20    | 1     | 1      | —                   | —                   | —                   | —                          | —                          | —                          | 20       | 1        | 1        |
| Serrato Pacasmayo · Perú | Total club    | Total club    | 20    | 1     | 1      | 0                   | 0                   | 0                   | 0                          | 0                          | 0                          | 20       | 1        | 1        |
| Univ. César Vallejo · Perú | 1.ª           | 2019          | 0     | 0     | 0      | —                   | —                   | —                   | —                          | —                          | —                          | 0        | 0        | 0        |
| Univ. César Vallejo · Perú | 1.ª           | 2020          | 6     | 1     | 0      | —                   | —                   | —                   | —                          | —                          | —                          | 6        | 1        | 0        |
| Univ. César Vallejo · Perú | 1.ª           | 2021          | 10    | 2     | 0      | —                   | —                   | —                   | —                          | —                          | —                          | 10       | 2        | 0        |
| UTC · Perú | 1.ª           | 2022          | 3     | 0     | 0      | —                   | —                   | —                   | —                          | —                          | —                          | 3        | 0        | 0        |
| UTC · Perú | Total club    | Total club    | 3     | 0     | 0      | 0                   | 0                   | 0                   | 0                          | 0                          | 0                          | 3        | 0        | 0        |
| Univ. San Martín · Perú | 1.ª           | 2022          | 8     | 0     | 1      | —                   | —                   | —                   | —                          | —                          | —                          | 8        | 0        | 1        |
| Univ. San Martín · Perú | Total club    | Total club    | 8     | 0     | 1      | 0                   | 0                   | 0                   | 0                          | 0                          | 0                          | 8        | 0        | 1        |
| Univ. César Vallejo · Perú | 1.ª           | 2023          | 2     | 1     | 1      | —                   | —                   | —                   | —                          | —                          | —                          | 2        | 1        | 1        |
| Univ. César Vallejo · Perú | Total club    | Total club    | 18    | 4     | 1      | 0                   | 0                   | 0                   | 0                          | 0                          | 0                          | 18       | 4        | 1        |
| Total carrera | Total carrera | Total carrera | 49    | 5     | 3      | 0                   | 0                   | 0                   | 0                          | 0                          | 0                          | 49       | 5        | 3        |
| (1) Incluye datos de la Copa Bicentenario. (2) Incluye datos de la Copa Libertadores y Copa Sudamericana. (3) No incluye goles en partidos amistosos. |               |               |       |       |        |                     |                     |                     |                            |                            |                            |          |          |          |

### Selección
| Selección                                                            | Temporada     | Amistosos | Amistosos | Amistosos | Sudamérica(1) | Sudamérica(1) | Sudamérica(1) | Mundial(2) | Mundial(2) | Mundial(2) | Total | Total | Total  |
| Selección                                                            | Temporada     | Part.     | Goles     | Asist.    | Part.         | Goles         | Asist.        | Part.      | Goles      | Asist.     | Part. | Goles | Asist. |
| -------------------------------------------------------------------- | ------------- | --------- | --------- | --------- | ------------- | ------------- | ------------- | ---------- | ---------- | ---------- | ----- | ----- | ------ |
| Sub-23 · Perú                                                        | 2023          | 1         | 0         | 0         | —             | —             | —             | —          | —          | —          | 1     | 0     | 0      |
| Sub-23 · Perú                                                        | 2024          | —         | —         | —         | 3             | 1             | 0             | —          | —          | —          | 3     | 1     | 0      |
| Sub-23 · Perú                                                        | Total         | 1         | 0         | 0         | 3             | 1             | 0             | 0          | 0          | 0          | 4     | 1     | 0      |
| Total carrera                                                        | Total carrera | 1         | 0         | 0         | 3             | 1             | 0             | 0          | 0          | 0          | 4     | 1     | 0      |
| (1) Incluye los partidos del Torneo Preolímpico Sudamericano Sub-23. |               |           |           |           |               |               |               |            |            |            |       |       |        |

### Resumen estadístico
| Competición           | Partidos | Goles | Asistencias |
| --------------------- | -------- | ----- | ----------- |
| Primera División      | 29       | 4     | 2           |
| Segunda División      | 20       | 1     | 1           |
| Copas nacionales      | 0        | 0     | 0           |
| Copas internacionales | 0        | 0     | 0           |
| Selección sub-23      | 4        | 1     | 0           |
| Total                 | 53       | 6     | 3           |